# لي وانغ-بيو
لي وانغ-بيو (بالكورية: 이왕표)‏‏ (11 يونيو 1954 - 4 سبتمبر 2018) هو مصارع وفنان قتالي كوري جنوبي مُحترف.

## روابط خارجية
- لي وانغ-بيو على موقع CageMatch worker (الإنجليزية)
- لي وانغ-بيو على موقع قاعدة بيانات المصارعة على الإنترنت (الإنجليزية)